# Решётчатый лабиринт
Решётчатый лабиринт (лат. labyrinthus ethmoidalis) — собирательное название ячеек (клеток) решётчатой кости. Относится к придаточным пазухам носа.

## Анатомия
Решётчатый лабиринт — парное образование, расположен по бокам от вертикальной пластинки решётчатой кости, между лобной, верхнечелюстной, слёзной, клиновидной и нёбной костями. Образован разнокалиберными воздухоносными ячейками, которые отграничены от полости черепа орбитальной частью лобной кости; от глазницы и полости носа отделяется тонкими костными пластинками. Ячейки лабиринта имеют различную форму и размеры, выстланы изнутри слизистой оболочкой.

## Группы ячеек решётчатого лабиринта
Различают три группы ячеек решётчатого лабиринта — передние, средние и задние. Передние и средние ячейки открываются в средний носовой ход, задние — в верхний носовой ход (иногда одна или единичные — в клиновидную пазуху). Задние ячейки, наряду с клиновидной пазухой, относятся к задним околоносовым пазухам; передние и средние ячейки, вместе с лобными и верхнечелюстными пазухами — к передним околоносовым пазухам.